# رقابة سياسية
الرقابة السياسية موجودة عندما تحاول الحكومة إخفاء، وهمية، تشويه، أو تزييف المعلومات التي يحصل عليها مواطنيها من خلال القمع أو مزاحمة الأخبار السياسية. الجمهور قد يحصل من خلال وكالات الأنباء. في غياب المعلومات المحايدة والموضوعية لن تكون قادرة على المعارضة والحكومة أو الحزب السياسي في تهمة الناس. يمتد هذا المصطلح أيضا إلى قمع منهجي لوجهات النظر التي تتعارض مع تلك الحكومة في السلطة. الحكومة غالبا ما تمتلك من القوة من الجيش والشرطة السرية، لضمان الامتثال للصحفيين مع إرادة السلطات لنشر القصة التي تريد السلطات الحاكمة أن يصدقها الناس. في بعض الأحيان قد تستعمل الرشوة، والتشهير، والسجن، وحتى الاغتيال.
الرقابة الكلمة تأتي من كلمة لاتينية معناها الرقيب، وكانت وظيفة اثنين من الرومان الذين كانوا يشرفون على السلوك العام والآداب العامة، وبالتالي «الرقابة» على طريقة تصرف الناس والحكومة.